# Jack O'Neill
Jonathan J. „Jack“ O'Neill (* 20. října 1952[zdroj?]) je fiktivní hlavní postava v sci-fi filmu Hvězdná brána a navazujícím seriálu Hvězdná brána. Ve filmu jej hrál Kurt Russell (psáno jako O'Neil) a v seriálu Richard Dean Anderson. O'Neill se nepravidelně objevuje v seriálu Hvězdná brána: Atlantida a v seriálu Stargate Universe. Po první misi na Abydos (ve filmu) jej opustila jeho žena Sara O'Neillová.

## Kariéra
Ve filmu je plukovníkem letectva Spojených států amerických, který vede Hvězdnou bránou průzkumný tým. V seriálu je velitelem prvního týmu, SG-1, později je povýšen na brigádního generála a zhruba na rok pověřen vedením programu Hvězdná brána (po Elizabeth Weirové). Později je povýšen na generálmajora (jeho funkci přebírá Hank Landry) a je převelen do Pentagonu. V seriálu se objevuje pouze příležitostně.

## Historie a dětství
Jack se narodil 20. října 1952 v Chicagu. Od mala měl problémy s chováním a se zákonem. Soud mu dal vybrat mezi vězením a armádou. Jack se dal k letectvu a stal se členem Black Ops (jednotky nájemných vrahů armády) – jeho práce byla přísně tajná. V roce 1982 byl spolu s Kawalskim a velitelem Johnem vyslán na misi do východního Německa, kde měl zajmout ruského agenta. Mise ale skončila neúspěchem a smrtí Jackova velitele.
V 80. letech byl Jack vážně zraněn a sestřelen v Iráku, kde ho jeho velitel, plukovník Frank Cromwell, nechal na pospas iráckému vězení, kde Jacka věznili 4 měsíce. Frank Cromwell se domníval, že je Jack mrtev.
Jack měl ženu, Saru O'Neillovou a měl syna Charlieho (ve filmu Tylera O'Neila) , který se nešťastnou náhodou zastřelil O'Neillovou služební zbraní. Jack si to nikdy neodpustil. Byla mu odebrána jeho zbraň a vyloučili ho z armády. Od té doby trpěl Jack sebevražednými myšlenkami. To vedlo k rozpadu manželství (po misi Abydos).

## Film Hvězdná brána
Když se Danielu Jacksonovi podařilo rozluštit kód Hvězdné brány, velitel generálmajor West jej povolal do služby. Na Abydosu se O'Neil a jeho tým spřátelí se Skaarou. Během boje s vládcem Ra pošlou s Danielem Jacksonem nukleární zbraň na Raovu loď, která je na orbitě planety zničena. O'Neil a zbytek jeho týmu se vrátí na Zemi bez Jacksona, který se na Abydosu oženil s Sha're.

## Seriál Hvězdná brána
V první epizodě seriálu Děti Bohů je znovu povolán do aktivní služby novým velitelem základny SGC a projektu Hvězdná brána, generálmajorem Georgem Hammondem poté, co bránou prošel jeden z vládců soustavy Apophis.
Když se O'Neill vrátí na Abydos pro Daniela Jacksona, objeví se Apophis a unese Skaaru a Sha're. Projekt hvězdné brány je poté obnoven. V novém týmu je též kapitán Samantha Carterová. Aby osvobodili Skaaru a Sha're, cestují bránou na Chulak, kde se k nim přidává Apophisův první muž Jaffa Teal'c.
V epizodě druhé řady Pátá rasa, se O'Neillovi pomocí Antického zařízení přenese do mozku archiv vědomostí Antiků. Pomalu ztrácí schopnost hovořit, psát a rozumět anglicky, přičemž mluví jazykem Antiků. S použitím těchto znalostí přidá stovky dalších adres Hvězdných bran do počítače. Přeloží text z jazyka Antiků. Zachrání Carterové a Teal'covi život, když jim odešle plán DHD. Vyrobí zdroj energie, aby mohl bránou odcestovat k Asgardům do galaxie Ida.

## Epizody
Účinkuje ve všech epizodách do konce 8. sezóny. Od 9. sezóny se stává hlavním hrdinou seriálu a velitelem SG-1 podplukovník Cameron Mitchell